# Sponti-Sprüche
Sponti-Sprüche entstanden im Zuge der Studenten- und Schüler-Revolte bzw. mit dem Aufkommen der sogenannten Spontis in den 1970er Jahren.
Die Sponti-Sprüche sind herkömmliche Sprichwörter oder Redewendungen, die provokativ verändert wurden. Sie wurden jedoch nicht nur durch die Medien verbreitet, sondern sind bzw. waren auch als Graffiti an Hauswänden oder Wänden öffentlicher Toiletten zu lesen. Manche der Sprüche entstanden einfach aus Jux, andere hatten einen ernsten Hintergrund oder eine deutlich politische Aussage. Oft entstanden solche Sprüche während einer Demonstration. Um sich beispielsweise über die Texte auf den Spruchbändern der K-Gruppen lustig zu machen, skandierte man rhythmisch: „Nieder mit, Kampf dem, weg mit, vorwärts, es lebe!“

## Beispiele (Auswahl)
- To be on top is our job.
- Arbeitskraft? Nein danke.
- Keine Macht für Niemand!
- Unter den Talaren – Muff von 1000 Jahren
- Schlagt die Germanistik tot, färbt die blaue Blume rot! (Damit wurde auf die Germanistik abgezielt, die damals häufig als erstarrte und teilweise völkische Wissenschaft empfunden wurde.)
- Macht kaputt, was euch kaputt macht. (Ton Steine Scherben)
- Petting statt Pershing
- Euch die Macht – uns die Nacht.
- Ich geh kaputt – gehst du mit? Auch bekannt in der Variante: Ich geh kaputt – wer geht mit?
- Besser arm dran als Arm ab!
- Ratschläge sind auch Schläge.
- Legal, illegal, scheißegal.
- Du hast keine Chance, aber nutze sie!
- Wer kämpft, kann verlieren; wer nicht kämpft, hat schon verloren. Auch bekannt in der Variante: Wer kämpft, kann verlieren; wer nicht kämpft, kann nicht gewinnen. (ein vielfach Bertolt Brecht beleglos zugeschriebenes Zitat.)
- Die Scheibe klirrt, der Sponti kichert, hoffentlich Allianz-versichert.
- Wenn der Krieg ausbricht, war der Frieden offenbar ein Gefängnis.
- Der Klügere gibt solange nach, bis er der Dumme ist.
- Liberté, Égalité, Pfefferminztee
- Wer nicht genießt, wird ungenießbar.
- Nieder mit der Schwerkraft, es lebe der Leichtsinn.
- Lieber niederträchtig als hochschwanger.
- Wer zu viel fernsieht, verliert den Weitblick.
- Nonsens statt Konsens.
- Wer zweimal mit derselben pennt, gehört schon zum Establishment.
- Stell dir vor, es gibt Krieg, und keiner geht hin. (Eigentlich kein Sponti-Spruch, sondern aus dem Englischen übersetzt aus einem Gedicht von Carl Sandburg, genauer: Liste geflügelter Worte/S)
- Unter dem Pflaster liegt der Strand. (Ursprünglich französisch, vom Mai 68.)
- Wissen ist Macht. Wir wissen nichts. Macht nichts. – auch in der Variante Wissen ist Macht, ich weiß nichts, macht nichts. (Urheber unbekannt. Seit den 1970er Jahren verbreitete Sponti-Parole als Persiflierung der auf den frühneuzeitlichen englischen Philosophen Francis Bacon zurückgehenden Aussage Wissen ist Macht.)
- Auf deutschem Boden darf nie wieder ein Joint ausgehen. (Wolfgang Neuss / Eine Verballhornung von Von deutschem Boden darf nie wieder Krieg ausgehen, einem pazifistischen Statement, das z. B. auch in einer Regierungserklärung von Willy Brandt zitiert wurde.)